# I. al-Mutaszim abbászida kalifa
I. Al-Mutaszim billáh (arab betűkkel المعتصم بالله – al-Muʿtaṣim billāh), eredeti nevén Abu Iszhák Muhammad (arabul أبو إسحاق محمد – Abū Isḥāq Muḥammad; Anatólia, Zapetra, 794 – Mezopotámia, Szamarra, 842. január 5.), Hárún ar-Rasíd fia volt az Abbászida-dinasztia nyolcadik kalifája (uralkodott 833-tól haláláig). Melléknevének (al-Mutaszim) jelentése: [Istenhez] ragaszkodó, [Istent] védelmező. Féltestvérétől, al-Mamúntól örökölte a trónt. Nevéhez fűződik az új főváros, Szamarra megalapítása és az új típusú, zömmel rabszolgákból álló hadsereg létrehozása, valamint az utolsó, kalifa vezette bizánci hadjárat.

## Útja a trónig
Hárún ar-Rasíd és egy török ágyasának gyermeke volt. Apja 809-es halálakor a Bizánci Birodalom ellen kialakított határvédelmi övezet (az Avászim és Szugúr) élére nevezte ki. Fivérei, al-Amín és al-Mamún polgárháborújában nem vett részt, majd ez utóbbi udvarában komolyabb szerepet játszott. Többször vezette a mekkai zarándoklatot, illetve különböző lázadások leverésében is kitűnt, így a háridzsiták vagy az egyiptomi felkelők ellenében. 830-tól kezdve bátyja és unokaöccse, al-Abbász oldalán harcolt a bizánciak ellen. 833-ban al-Mamúnt egy hadjáratán érte a halál Kilikiában, mire öccsét kiáltották ki uralkodónak.

## Kalifátusa

### Új hadsereg, új főváros
Al-Mutaszim idején komoly változás következett be a hadsereg vonatkozásában. Már al-Mamún korlátozta megbízhatatlannak tartott arabok besorozását, így a seregben a horászániak váltak meghatározóvá. Ez azonban al-Mutaszim számára nem volt kívánatos állapot, mivel al-Mamún egyúttal Horászánt örökös emírségként támogatóinak, a Táhiridáknak adta, akiknek így veszélyes önállósága és befolyása lett mind a fővárosban, mind az iráni területeken. Al-Mutaszim ezért olyan döntést hozott, amely a későbbiekben mindvégig meghatározta az iszlám világ történetét: rabszolgahadsereget állított fel. A koncepció szerint fiatal, pogány rabszolgákat (gulám, többesszáma gilmán) vásároltak, akiket aztán a kalifa iránti erős hűségre, illetve az iszlámra neveltek. Az új katonák főleg Közép-Ázsia törökjei, illetve kisebb mértékben a Kaszpi-tengertől délre élő, még pogány dajlamiak közül kerültek ki. Az előbbiek elsősorban lovasíjászatban jeleskedtek, míg utóbbiak félelmetes gyalogosok hírében álltak.
Az új és régi erők természetesen azonnal konfliktusba kerültek egymással, illetve a bagdadi lakossággal. A kalifa jobbnak látta, ha távol tartja új, még át nem politizált seregét a hatalmas metropolisztól, ezért az állami adminisztráció és a hadsereg számára új fővárost építtetett Bagdadtól mintegy 125 kilométerre északra, Szamarrát. Ez 836-tól 892-ig maradt a kalifátus központja, amikor elhagyták; Bagdad azonban mindvégig megőrizte kulturális és gazdasági főségét.

### Felkelések
Trónra lépve al-Mutaszim első dolga volt a frissen meghódított Tüanát feladni, hogy erejét a veszélyes azerbajdzsáni lázadó, a 816 óta Kurdisztán felé terjeszkedő, több kalifai sereget megverő Bábak ellen küldje. Bábak hurramita mozgalmában vallási újítóként is fellépett, de leginkább a mazdakita ellenállásról beszélhetünk, amit Bábak terrorisztikus eszközökkel terjesztett az északnyugat-iráni hegyvidéken.
A kalifa fővezére a transzoxániai Uszrúsana fejedelme, az al-Mamún idején már többször bizonyító Hajdar ibn Kávúsz al-Afsín volt, aki több éves kitartó harccal 837-re tudta csak felszámolni a vallási színezetű mozgalmat. Bábakot a kalifa jelenlétében, különös brutalitással végezték ki 838-ban. Rövidesen ugyanerre a sorsa jutott a 838–839-ben Transzoxániában fellázadó Mázjár is, a helyi táhirida emír, Abdalláh leverte mozgalmát. A Táhiridák egyúttal ürügyet találtak riválisuk, Afsín befeketítésére, akit azzal vádoltak meg, hogy ellenük még Mázjárt is hajlandó volt támogatni. A hadvezért így röviddel a bizánci hadjáratot követően bebörtönözték, és 841-ben a kalifa parancsára kivégezték.

### Az utolsó bizánci hadjárat
Bábak leverését követően az uralkodó ugyanis úgy döntött, hogy Bizáncra támad – ürügye az volt, hogy számos hurramita menekült Bizáncba, köztük egy bizonyos Naszr, aki a Theophobosz néven szép katonai karriert futott be Theophilosz udvarában, és még a császár anyósát is feleségül vehette. A kalifa lekötöttségét kihasználva 837-ben a bizánciak több határmenti erősséget elfoglaltak, így Meliténét, Szamoszatát és a kalifa szülővárosát, Zapetrát.
Válaszul a Bábakot legyűrő al-Mutaszim 838-ban a korábbiaknál nagyobb arányú offenzívát indított, ráadásul ezúttal nem a határokon, hanem a bizánci területek belsejében zajlott a háború. Az al-Afsín vezette arabok július 22-én Dazimon mellett szétverték a Theophilosz vezette görög sereget, és megszállták Ankürát. A másik, személyesen a kalifa vezette hadsereg augusztus 12-én bevette Amoriont. Az erődként és a bizánci dinasztia szülővárosaként egyaránt jelentős város 30 000 lakóját bosszúból lemészárolták vagy rabszolgának adták el. A helyzet olyan fenyegetőnek tűnt, hogy Theophilosz a híradások szerint Frank Birodalomtól és Velencétől, sőt a hispániai Omajjádoktól akart segítséget kérni. Erre azonban végül nem volt szükség, mert az arab had hamarosan visszavonult.
A váratlan visszafordulás oka az új hadseregstruktúrában keresendő. Ebben az offenzívában már részt vettek mind az arab, mind a horászáni, mind a török erők. A fényes győzelmet követő gyors visszavonulást az magyarázza, hogy a régi haderő pozícióikat féltő tisztjei összeesküvést szőttek, melynek élére al-Abbász, a kalifa unokaöccse állt volna, ám passzivitása és a részt vevő tisztek közti ellentétek miatt al-Mutaszim gyorsan felgöngyölítette a konspirációt, és al-Abbászt hamarosan halálra éheztették. Hatalmát biztosítandó a kalifa jobbnak látta hazatérni, és ezzel véget ért az utolsó nagy arab támadás Bizánc ellen.

### Vallási és kulturális élet
Vallási tekintetben al-Mutaszim a bátyja által felkarolt mutazilita törekvések folytatója volt, és annak érdekében, hogy nézeteit hivatalossá tegye, továbbra is fenntartotta az inkvizíció (mihna) működését. A vallástudósok egy része azonban a később külön madzhabot megalapozó hadísztudós, Ahmad ibn Hanbal vezetésével kitartóan ellenállt a központi hatalom megerősítését célzó törekvésnek. A síiták erre az időre viszonylag elcsendesedtek, ráadásul al-Mamún igyekezett magához kötni őket először Ali ar-Ridá örökösi kinevezésével, majd annak halálát követően fia, Muhammad al-Dzsavád és lánya összeházasításával. Al-Mutaszim alatt Muhammad imám a fővárosból visszatért a Hidzsázba, ám 835-ben meghalt – állítólag a kalifa felbújtására megmérgezték.
Az al-Mamún által alapított Dár al-Hikma, azaz Bölcsesség Háza továbbra is működött. Hunajn ibn Iszhák szellemi műhelye számos értékes filozófiai, orvos- és hadtudományi munkát ültetett át arab nyelvre. A jeles filozófus és természettudós, al-Kindi szintén itt dolgozott, de a kalifa rábízta fia, al-Vászik kalifa nevelését is. Az uralkodó egyébként Abu Tammámot választotta udvari költőjéül, aki a később utódainál hasonló pozíciót betöltő al-Buhturit uralkodása végén vezette be a bagdadi elit köreibe. Szintén az udvarhoz kapcsolódott a kiemelkedő prózaíró, al-Dzsáhiz, aki követte Szamarrába az uralkodót.

## Halála, öröksége
Al-Mutaszim 841 őszén megbetegedett, és a gondos kezelés ellenére 842 januárjában elhalálozott. A trónon fia, Hárún al-Vászik követte, aki folytatta vallási politikáját. A hadseregreform a várt pozitív következmények helyett katasztrofális hatással volt a kalifátus későbbi történetére. Ennek előszele már al-Mutaszim idején megmutatkozott a 838-as hadjárat gyors befejezése miatt. A későbbiekben a katonaságon belüli ellentétek a rendszer destabilizálódásához vezettek, és néhány évtized múlva a török hadsereg gyakorlatilag átvette a hatalmat a tőlük mindinkább uralkodók felett, végzetes csapást okozva a kalifátusnak.